# Gaz du Sud
Le projet Gaz du Sud, décidé par un conseil ministériel tunisien le 5 mars 2014, comprend la mise en place d'un gazoduc et la création de deux unités de production à Gabès et Tataouine. Le projet devait être opérationnel en 2016 mais ne fonctionne pas encore en 2018.
Le gazoduc doit relier le champ de Nawara, au sud du gouvernorat de Tataouine, à la ville de Gabès. Un autre pipeline doit être installé dans la localité de Kamour (quarante kilomètres de Remada) et mener vers la ville de Tatouine. 

## Histoire

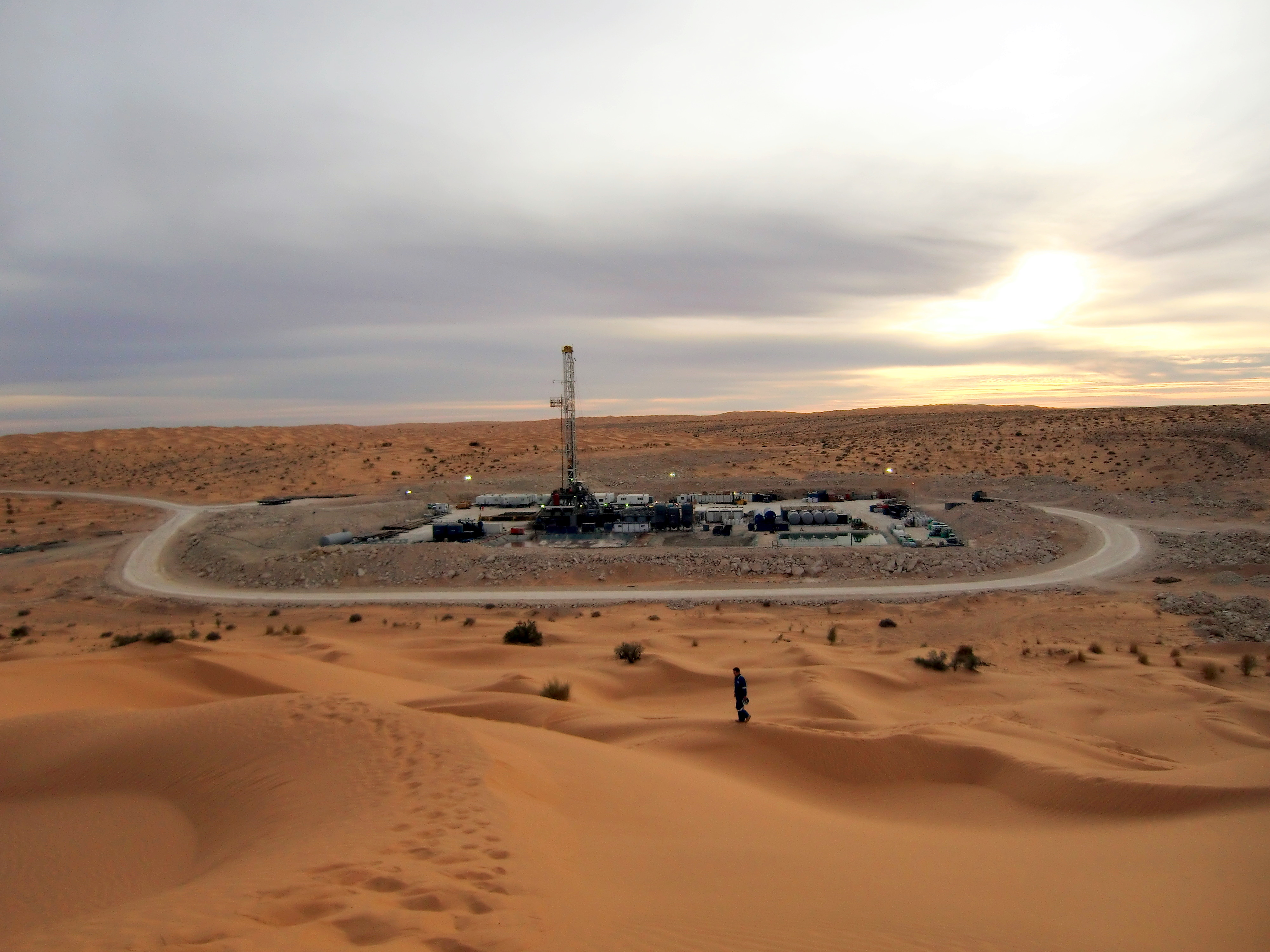
Puits Fella-1 du champ de Nawara

En 2003, un permis de recherche d'hydrocarbures, dénommé Jenein Sud (gouvernorat de Tataouine), est attribué à l'Entreprise tunisienne d'activités pétrolières (ETAP) et à la compagnie autrichienne OMV. La convention relative au permis stipule que les coûts de recherche, incluant les forages des puits d’exploration, sont réalisés aux frais et risques d’OMV.
En janvier 2006, OMV annonce la découverte de gaz naturel riche dans la structure de Nawara. Des campagnes de forage ultérieures donnent lieu à huit autres puits positifs en 2010. 
L'ETAP et OMV présentent au ministère de l'Industrie et de l’Énergie un plan de développement des découvertes réalisées sur le permis et demandent une concession d’exploitation des découvertes. En février 2010, la concession d’exploitation de Nawara leur est attribuée à parts égales.
En vue de transporter le futur gaz, dont la production est estimée à quatre millions de mètres cubes par jour provenant de différents gisements et potentielles futures découvertes dans le Sud tunisien, le projet est lancé en 2008 par l'ETAP, OMV, ENI (qui a quitté le consortium à la fin 2012) et Pioneer (OMV a acheté ses actifs tunisiens en janvier 2011). À la fin 2012, le projet ne consiste plus qu’au développement des découvertes de la concession de Nawara ; la production journalière de gaz est divisée par deux et n’est plus que de deux millions de mètres cubes. 
En avril 2012, le gouvernement Jebali modifie de manière unilatérale le trajet du pipeline afin d'inclure la ville de Tataouine. Étant donné que le trajet modifié aurait rendu le projet non viable économiquement et techniquement plus complexe, le gouvernement convient en février 2013 de revenir au trajet original. En mars 2014, le gouvernement Jomaa annonce qu'il construira un gazoduc reliant Kamour à Tataouine afin de répondre à la demande locale de gaz, une unité de traitement d'une capacité de 600 000 m3 de gaz naturel par jour et une unité de remplissage de bouteilles de gaz pour créer de nouveaux emplois.

## Composantes du projet

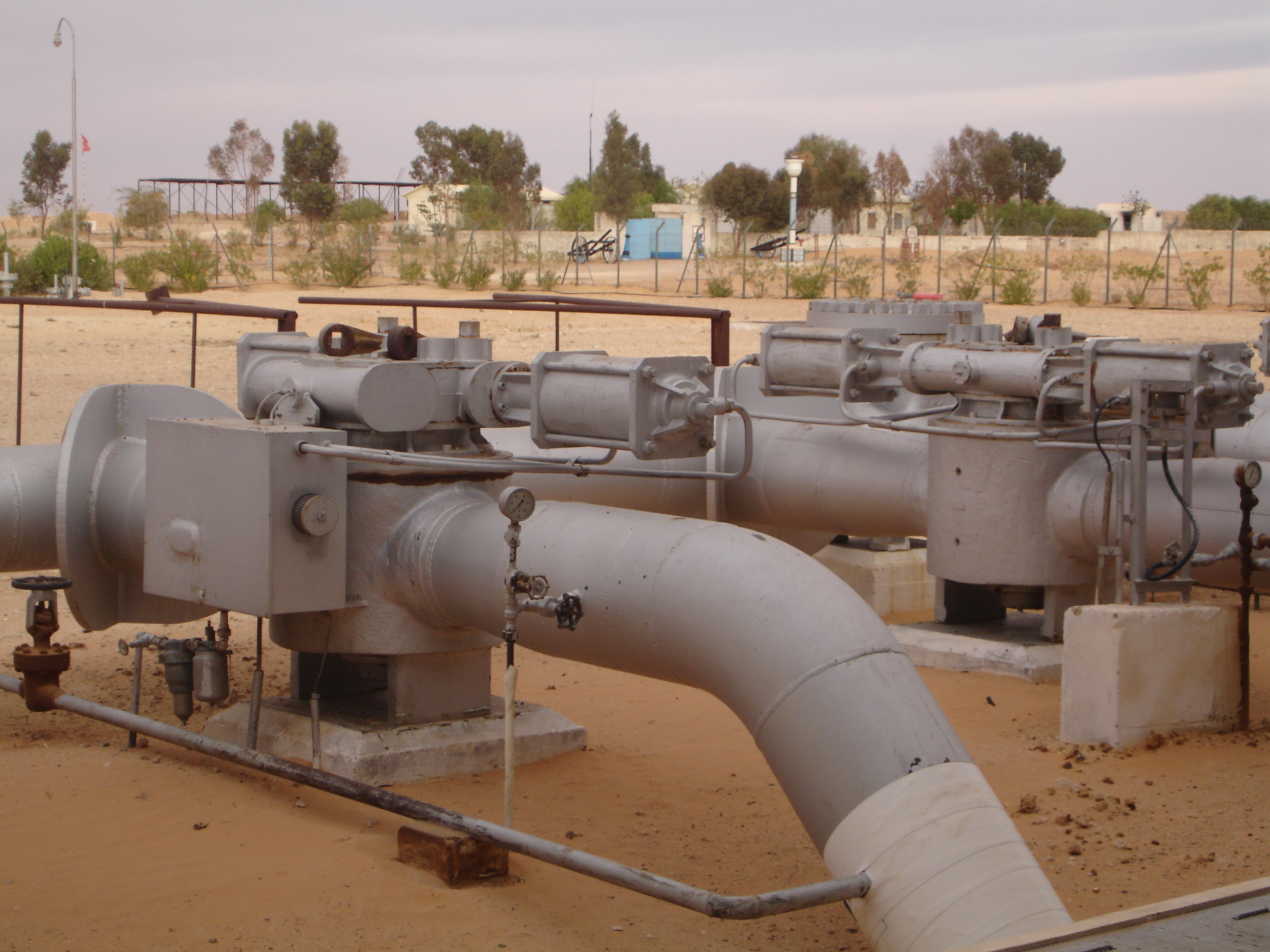
Pipelines du champ de Nawara

À la suite de l'approbation du plan de développement par la direction générale de l’énergie, le projet de développement comporte essentiellement quatre composantes :
- des unités centrales de traitement sur le site de Nawara ;
- un gazoduc (24’’, 370 kilomètres) entre Nawara et Gabès ;
- une unité de traitement de gaz à Gabès pour produire des produits GPL et du gaz commercial ;
- un investissement supplémentaire du gouvernement pour la région de Tataouine : un gazoduc reliant Kamour à Tataouine, une unité de traitement d'une capacité de 600 000 m3 de gaz naturel par jour et une unité de remplissage de bouteilles de gaz.

Le projet traitera les réserves de gaz de Nawara, fournira un pipeline qui comprend des capacités de développement futur et connectera pour la première fois le gouvernorat de Tataouine, via un investissement supplémentaire du gouvernement, avec le réseau de gaz.